# Халме, Карле Алберт
Каарле Альберт Халме (фин. Kaarle Albert Halme; 4 декабря 1864, Хямеэнкюрё, Великое княжество Финляндское, Российская империя — 20 сентября 1946, Хельсинки, Финляндия) — финский актёр театра и кино, драматург, сценарист, прозаик, режиссёр и театральный деятель.

## Биография
Сын фермера. В 1883—1888 годах — государственный служащий в Або-Бьёрнеборгской губернии. Начал выступать как актёр-любитель.
В 1888 году дебютировал, как актёр Финского театра в Гельсингфорсе, в 1901 году играл в Шведском театре, в 1903—1904 и в 1912—1913 годах выступал в Выборгском городском театре.
Был инициатором создания, основателем и директором двух ведущих театров Финляндии — Таммерфорсского театра (1904—1905) и Народной сцены в Хельсинки (1907—1911). В Тампере сразу же ангажировал в первую творческую труппу театра семнадцать профессиональных актёров. Первый год деятельности Театра Тампере стал рекордным по количеству премьер — 24. Театр начал гастролировать в сельской местности, первые гастроли состоялись уже через месяц после премьерного спектакля на открытии театра.
В 1915—1920 годах возглавлял собственный гастрольный театр.
Известен как выдающийся исполнитель ролей героического репертуара: Куллерво (одноим. пьеса Эркко), Даниэль Юрт («Даниэль Юрт» Й. Векселля), «Отелло», «Король Лир» Шекспира и др.
Автор более 40 пьес. Среди них: «В тисках» (1900), «Надломленные» (1903), «Безземельные» (1909), «Аристократы полей» (1911 — 12), «Глухомань», «Аттила», «Ерна», «Небо».
К. Хальме — автор воспоминаний (1928).
С 1913 года, как сценарист сотрудничал с киностудией Lyyra Filmi. Снял 4 кинофильма, создал 4 киносценария, сыграл в короткометражном фильме.

## Фильмография
- Nuori luotsi (1913)
- Verettömät (1913)
- Vieraalla maaperällä (1914)
- Kesä (1915)